# デヒドロアスコルビン酸
デヒドロアスコルビン酸（デヒドロアスコルビンさん、英: Dehydroascorbic acid、DHA）は、アスコルビン酸が酸化された化合物である。デヒドロアスコルビン酸は、グルコース輸送を介して細胞内の小胞体に積極的に輸送される。デヒドロアスコルビン酸は、小胞体に捕捉されてグルタチオンおよび他のチオールによってアスコルビン酸に還元される。それゆえL-デヒドロアスコルビン酸は、L-アスコルビン酸と同様のビタミンC化合物である。 フリーラジカルセミデヒドロアスコルビン酸（SDA）もまた、酸化型のアスコルビン酸のグループに属している。

## 構造および生理学
|  |

|  |

ビタミンCのナトリウム依存性輸送体が存在するが、そのナトリウム依存性輸送体は、グルコース輸送体、特に、アスコルビン酸に戻るリサイクルにおいて必要な酵素補因子と細胞内抗酸化物質を生成する体のほとんどの細胞でビタミンC（その酸化型であるデヒドロアスコルビン酸）の輸送を担当するGLUT1で、特殊化した細胞内に主に存在する（後述の#ミトコンドリアへの輸送を参照）。
ここで示したデヒドロアスコルビン酸の構造は、一般的な教科書で示されている構造である。しかし、この1,2,3-トリカルボニルは、あまりにも求電子性が高すぎて水溶液中で数ミリ秒以上残存することができない。分光学的研究で示される実際の構造は6-ヒドロキシル基および3-カルボニル基間の迅速なヘミアセタール形成の結果である。 2-カルボニル基の水和も観察される。安定種の寿命は、一般的に生体条件下で約6分と言われている。エステル結合の不可逆的な加水分解から分解が始まり、追加の分解反応が続く。デヒドロアスコルビン酸の溶液の結晶化は無期限の安定性を有する五環二量体構造を形成する。還元や再利用に引き続き、細胞内へのデヒドロアスコルビン酸の能動輸送を介してアスコルビン酸のリサイクルは、ヒトがグルコースからアスコルビン酸を合成できないことを軽減している。 

デヒドロアスコルビン酸の水和平衡。ヘミアセタール構造（中央）が優勢となる。

## グルタチオン-アスコルビン酸回路

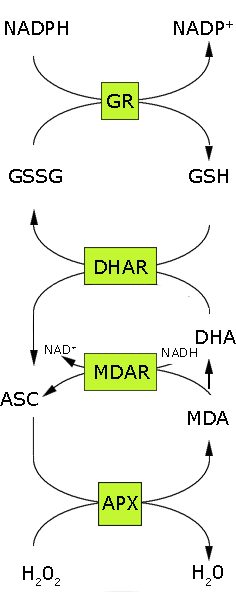
グルタチオン-アスコルビン酸回路、NADPH、NADP^{+}、GR:グルタチオンレダクターゼ、GSH:グルタチオン、GSSG:グルタチオンジスルフィド、DHAR:デヒドロアスコルビン酸レダクターゼ、DHA:デヒドロアスコルビン酸、MDAR:モノデヒドロアスコルビン酸レダクターゼ (NADH)、MDA:モノデヒドロアスコルビン酸、ASC:アスコルビン酸、APX:アスコルビン酸ペルオキシダーゼ、H_{2}O_{2}、H_{2}O

グルタチオン-アスコルビン酸回路は、代謝の過程で発生する活性酸素種である過酸化水素（H2O2）を解毒化する代謝経路である。グルタチオン-アスコルビン酸回路には、アスコルビン酸、グルタチオン、NADPH及び代謝に関連する酵素等の抗酸化物質が含まれている。 
モノデヒドロアスコルビン酸は反応性が高く、迅速に還元されない場合にはアスコルビン酸とデヒドロアスコルビン酸（DHA）に不均化する。デヒドロアスコルビン酸は、還元型グルタチオン（GSH）を消費してデヒドロアスコルビン酸レダクターゼによってアスコルビン酸に還元され、酸化型グルタチオン（GSSG）（グルタチオンジスルフィド）を生成する。最後に、酸化型グルタチオンは、NADPHを電子供与体として利用してグルタチオンレダクターゼ（GR）によって還元される。こうしてこの回路では、アスコルビン酸とグルタチオンが消費されることはない。電子は実質的にNADPHからH2O2に流れることとなる。デヒドロアスコルビン酸の還元は、非酵素的または例えばグルタチオンS -トランスフェラーゼオメガ1やグルタレドキシンなどのようにデヒドロアスコルビン酸還元酵素（DHAR）活性を有したタンパク質によって触媒される。

## ミトコンドリアへの輸送
ビタミンCは、グルコーストランスポーターGLUT1を介してデヒドロアスコルビン酸が輸送され、還元され、フリーラジカルの大部分が生成される場所であるミトコンドリアに蓄積される。アスコルビン酸は、ミトコンドリアのゲノムと膜を保護する。

## 脳への輸送
脳は、ビタミンCの最大濃度を有する器官の一つであるが、ビタミンCは血流から脳への関門を通過しない。このためアスコルビン酸に代わって、デヒドロアスコルビン酸がGLUT1トランスポーターを介して血液脳関門を通過して輸送され、その後にアスコルビン酸に変換される。

## 利用
栄養補助食品として、デヒドロアスコルビン酸は、いくつかのビタミンCの錠剤に含まれている。
化粧品の成分としては、デヒドロアスコルビン酸は、皮膚の外観を向上させるために使用されている。これは、髪のパーマネントウエーブや皮膚の日焼けを解消する可能性があるために使用されている。
細胞培養培地では、デヒドロアスコルビン酸は、アスコルビン酸トランスポーターが含まれていないタイプの細胞へのビタミンCの取り込みの有無を確認するために使用される。
医薬品としては、ある研究は、デヒドロアスコルビン酸の投与は、虚血性脳卒中に引き続いて発生する神経細胞障害を予防することを示唆している。ビタミンCの抗ウイルス効果に関する多くのレポート文献がある。ある研究は、デヒドロアスコルビン酸がより強い抗ウイルス効果を有し、アスコルビン酸と異なる作用機序があることが示唆されている。